# مانويلا فيلاسكو
مانويلا فيلاسكو (بالإسبانية: Manuela Velasco)‏ هي مذيعة وممثلة إسبانية، ولدت في 23 أكتوبر 1975 بمدريد في إسبانيا.

## أعمال

### أفلام
- (2007) التسجيل[5]

## وصلات خارجية
- مانويلا فيلاسكو على موقع IMDb (الإنجليزية)
- مانويلا فيلاسكو على موقع أول موفي (الإنجليزية)
- مانويلا فيلاسكو على موقع قاعدة بيانات الفيلم (الإنجليزية)